# 英國駐坦尚尼亞高級專員公署
英國駐坦尚尼亞高級專員公署（英語：High Commission of the United Kingdom, Dar es Salaam）是大不列顛及北愛爾蘭聯合王國駐坦尚尼亞的外交代表機構，位於三蘭港。現任英國駐坦尚尼亞高級專員為大衛·康卡爾，自2020年8月起上任。

## 歷史
自1964年以來，英國一直在坦尚尼亞設有高級專員。
英國駐坦尚尼亞高級專員也是英國駐東非共同體的代表。